# Ariocarpus
Ariocarpus je rod kaktusov, v katerem je 8 vrst sočnih subtropskih rastin iz družine kaktusovk. Vrsta Ariocarpus fissuratus raste v apnenčastih tleh v hribovjih Rio Grande na jugu Teksasa, vse druge vrste pa v severnem in osrednjem delu Mehike. V naravi uspevajo neposredno izpostavljeni močnem soncu. Zaradi mimikrije jih američani pogosto imenujejo living rocks (žive skale).

## Izvor imena
Ime izvira iz grških besed aria (vrsta hrasta) in carpos (plod), zaradi podobnosti sadeža v obliki hrastovega želoda. Druga možnost za izvor imena je plod drevesa Sorbus aria, katerega je Scheidweiler opisoval v času, ko je opisal rod Ariocarpus. To bi lahko pomenilo, da so plodovi rastlin Ariocarpus videti kot plodovi Sorbus aria.

## Opis rastline
Rastlina je z debelim korenom vraščena v tla. Je skrita v tleh, ker je podobna kamenju. Zunanji del je sploščen, premera 6–12 cm. Steblo pokrivajo trikotne bradavice, na katerih so prečne gube. Je popolnoma brez bodic. Povrhnjica je sive barve, s čimer se zlije z okoljem.
Rastline iz rodu Ariocarpus imajo na temenu volnato strukturo, iz katere se po mnogo letih starosti rastline razvijejo veliki cvetovi rožnate ali rumene barve. Rastlina vsebuje grenke in strupene alkaloide, s katerimi se rastlina zaščiti pred rastlinojedimi živalmi.

## Uporaba
Poleg Lophophora williamsii, ki je znan predvsem kot božanski kaktus, pejotl, je na seznamu božanskih rastlin tudi večina kaktusov iz rodu Ariocarpus. Vse vrste Ariocarpus so v Mehiki med domorodci znane pod imenom Chaute, kar pomeni v domačem jeziku lepilo. To ime prihaja od lepljivega soka, ki ga te rastline vsebujejo in so ga indijanci na tem območju kot lepilo tudi uporabljali. Sunami je domače ime za A. fissuratus, ljudje iz plemena Tarahumara pa so verjeli, da ima močnejše magične učinke kot waname (L. williamsii) in so ga pripravljali kot zelo omamno pijačo. Tarahumare so verjeli celo v to, da sunami varuje pred tatovi. Ariocarpus kotschoubeyanus, ki je bil znan pod imenom Pezuna de Venado oziroma Pato de Venado, so uporabljali kot zdravilo proti bolečinam, proti posledicam udarcev in za zdravljenje zmečkanin, zdravilo pa so pripravljali z namakanjem v alkohol.
Ariocarpus agavoides je bil znan domačinom okoli mehiškega mesta Tula kot magueyitio in je bil občasno uporabljen kot sladki sirup dulce. Sok v korenini te rastline ima namreč sladkast okus.
Pri Vičoli indijancih sta imela Ariocarpus retusus in A. fissuratus (nepravi peyotl, tsuwiri), posebno mesto. Verjeli so, da ima tsuwiri magično moč. Uživanje tsuwirija naj bi povzročilo norost ali celo smrt, če je bil ta zaužit brez vračevega nadzora. Uživali naj bi ga namesto pejotla nečisti, krvoskrunitelji in tisti, ki niso imeli dovolj učenja pri vraču.
V ljudski medicini naj bi se uporabljala tudi A. bravoanus in A. scaphirostris, vendar natanačnejših podatkov o tem ni.

## Gojenje
Čeprav rastline iz rodu Ariocarpus zelo počasi rastejo, precej vrst, kot na primer A. retusus, ni posebno težko vzgajati. Rastline imajo gomoljast koreninski sistem in so zelo občutljivi na vlažnost tal. Uspevajo v odcednem ilovnatem substratu z minimalnim deležem humusa. Izogniti se moramo prepogostem zalivanju, substrat se mora pred ponovnim zalivanjem popolnoma osušiti. Rastline potrebujejo vodo le v obdobjih poletne rasti, prezimiti pa morajo popolnoma suhi z najnižjo temperaturo 12 °C, čeprav lahko nekatere vrste prenašajo precej hladnejše razmere. Razmnoževanje je s semenom, vendar sejanci zrastejo v odrasle rastline zelo počasi.
Kaktusi iz rodu Ariocarpus se pogosto zaradi hiterjše rasti cepijo na podlago Pereskiopsis. Večje rastline se precepijo na podlage kaktusov Echinopsis, Eriocereus ali Opuntia compressa', čeprav tako cepljene rastline niso podobne necepljenim primerkom.

## Škodljivci in bolezni
Najpogostejši škodljivci pri gojenju so volnata uš in rdeči pajek. Od bolezni je najbolj pogosta koreninska gniloba, ki se običajno pojavi zaradi nepravilne sestave substrata ali prepogostega zalivanja rastlin.

## Ogroženost
Kaktusi iz rodu Ariocarpus spadajo med ogrožene, dokaj redke rastline v naravi. Celoten rod Ariocarpus je vpisan v seznam skrajno ogroženih rastlin CITES APP I.

## Vrste in varietete
Sprejete vrste (po Anderson 1997):
- Ariocarpus agavoides
- Ariocarpus bravoanus subsp. bravoanus
- Ariocarpus bravoanus subsp. hintonii
- Ariocarpus fissuratus
- Ariocarpus kotschoubeyanus
- Ariocarpus retusus subsp. retusus
- Ariocarpus retusus subsp. trigonus
- Ariocarpus scaphirostris

Nove vrste po reviziji 1997
- Ariocarpus confusus
- Ariocarpus fissuratus subsp. pailanus
- Ariocarpus kotschoubeyanus subsp. sladkovskyi
- Ariocarpus retusus subsp. horaceki
- Ariocarpus retusus subsp. jarmilae
- Ariocarpus retusus subsp. panarottoi
- Ariocarpus retusus fm. scapharostroides
- Ariocarpus scapharostrus var. swobodae
- Ariocarpus trigonus horacekii

Druga imena, znana med gojitelji:
- Ariocarpus fissuratus hintonii
- Ariocarpus fissuratus intermedius
- Ariocarpus fissuratus lloydii
- Ariocarpus furfuraceus
- Ariocarpus furfuraceus rostratus
- Ariocarpus intermedius
- Ariocarpus retusus elongatus
- Ariocarpus retusus minor
- Ariocarpus kotschoubeyanus albiflorus
- Ariocarpus kotschoubeyanus elephantidens
- Ariocarpus kotschoubeyanus macdowellii
- Ariocarpus lloydii
- Ariocarpus scapharostrus
- Ariocarpus trigonus
- Ariocarpus trigonus elongatus
- Ariocarpus trigonus minor

## Sinonimi
- Anhalonium Lem.
- Neogomesia Castaneda
- Neogomezia Buxb. (orth. var.)
- Roseocactus A.Berger
- Stromatocactus Karw. ex Rümpler (nom. inval.)